# Peucedanum alliacea
Peucedanum alliacea är en flockblommig växtart som beskrevs av Henri Ernest Baillon. Peucedanum alliacea ingår i släktet siljor, och familjen flockblommiga växter. Inga underarter finns listade i Catalogue of Life.